# Knights and Merchants I–II.
Knights and Merchants (rövidítve KaM) egy középkorban játszódó valós idejű stratégiai játék (RTS), melynek két része jelent meg; Az elveszett királyság (TSK=The Shattered Kingdom) és A parasztfelkelés (TPR=The Peasants Rebellion). 

A két résszel együtt foglalkozunk.
Mindkét részt a Joymania Entertainment készítette (akik később a Joymania Development nevet vették fel), és a TopWare Interactive jelentette meg (az első részt 1998-ban, míg a második részt 2001–2005 között).

## Rövid cselekménye
A történet Anglia angolszász területein játszódik, Krisztus után 1000 környékén. A játékos a király heroldját alakítja, aki városokat és azok katonáit irányítja. Heroldunk a játék első részében megpróbálja visszaszerezni a király fia által elbitorolt területeket, míg a második részben egy felkelést próbál leverni.

## Fogadtatás
A játék Nagy-Britanniában és az Amerikai Egyesült Államokban eleinte nem örvendett túl nagy népszerűségnek, de máshol sokkal kedveltebb játék, főleg a Knights and Merchants: A parasztfelkelés című második rész megjelenése után. Emiatt jobban elterjedt játék lett az USA-ban is.
A TPR három évvel az első rész után, 2001-ben jelent meg, alig néhány országban. Később, 2002-ben további országokba is eljutott, majd végül 2005-ben az USA-ban is megjelent. Ma már Angliában is kapható. További országok, ahol a KaM viszonylag népszerű; Lengyelország, Németország, Hollandia, Magyarország, Oroszország, Ausztrália, Kanada.

## Áttekintés
Knights and Merchants: Az elveszett királyság (a magyar 1.31-es verzió címe Az összetört királyság) egyjátékos módja, a hadjárat 20 pályát tartalmaz, hol könnyebbeket, hol izzasztóakat, ráadásul ezek végigjátszásához szükséges idő egyenként két-három perctől akár 7 óráig is terjedhet. A játék rendelkezik többjátékos móddal is (SPX IPX, TCP/IP vagy modem), ahol akár 6 játékos is küzdhet egymás ellen, 10 előre meghatározott pályán, amik elsősorban a harcra vannak kiélezve, de jelentős területek maradnak az építkezések számára is. Ez az első rész viszonylag stabil többjátékos módot kínál, szemben a TPR-rel.
Knights and Merchants: A parasztfelkelés egyfajta „gold edition”, vagy játékkiegészítés. 14 önálló pályát tartalmaz az új hadjárat, de az eredeti 20 pálya (néhol módosítva) is megtalálható benne (bár az orosz kiadásban csak az új hadjárat szerepel). Ezen kívül új épületek és egységek kerültek a játékba. Szemben a legtöbb RTS játékkal, a KaM csak egyfajta néppel játszható, így mindig csak egy fejlesztési irány használható.

## Gazdaság
A gazdasági rendszer összetett; számos nyersanyagból többféle félkész, illetve készterméket lehet létrehozni. Például azért, hogy a nép kenyeret ehessen, a játékosnak először meg kell építeni a földműves házát, ami közelében a földműves gabonát vet, majd arat. Ezután a malmot kell felhúzni, hogy a gabonából a molnár lisztet őröljön, majd a pékséget kell megépíteni, hogy a pék kenyeret tudjon sütni a lisztből. A sokfajta erőforrással változatos városképet lehet létrehozni, ahol minden polgárnak megvan a maga feladata. Rájuk a különböző fegyverekkel és páncélzatokkal ellátott katonai egységek vigyáznak. Minden épületet úttal kell összekötni.
Minden egyes városlakó polgár a fogadóban étkezik, a katonáknak viszont inasok hada hordja az élelmet, ennélfogva a hadsereg méretét a város kiterjedése nagyban meghatározza.
Az emberek száma nincs maximálva, egyedül az előállított élelemtől függ, hány alattvaló szolgál. Ha az emberek nem kapnak elegendő élelmet, éhínség üti fel a fejét, és sokan elhalálozhatnak.
A játékos többfajta termék útját kísérheti figyelemmel, ki kell tudnia választani, mikor mit szabad és lehetséges termelni a győzelem érdekében.

## Kampány leírás - Az elveszett királyság

### 1. Küldetés
Az áruló csatlósai áttörték a védelmünket. Az erőd elesett, és ha nem zavarod el a gazfickókat , a királyság elvész és a trónbirtorló győzedelmeskedik. Fegyverbe!

### 2. Küldetés
Győzelmed reményt adott számunkra. Azonban nem jött még el a vigasság ideje. Az ellenség visszavonult, hogy a közeledben lévő falut megtámadja. Ott akarják rendezni soraikat. A herceg hamarosan újra ellenünk indul. Rablóhada messze meghaladja maroknyi csapatod erejét. Tartsd féken haragodat, és ne engedd, hogy nyílt csatába csaljanak. A terep alkalmas a védekezésre és ez neked kedvez. Az ellenségnek előbb a szűk gázlónál át kell kelnie a folyón. Ha ott támadod meg őket, csekély erővel is felveheted velük a harcot.
Folyt...

## Egységek

### Városlakók
| Foglalkozás           | Feladata                                                                           |
| Inas                  | Szállítja a különböző javakat.                                                     |
| Munkás                | Épít és javít.                                                                     |
| Kőfaragó              | Követ fejt a hegyekből.                                                            |
| Favágó                | Erdőt vág ki és telepít újra.                                                      |
| Asztalos              | Gerendát állít elő, fegyverműhelyben, páncélműhelyben és járműgyárban is dolgozik. |
| Földműves / Vincellér | Gabonát és szőlőt termel.                                                          |
| Horgász               | Friss hallal látja el a fogadót.                                                   |
| Pék / Molnár          | Lisztet őröl a malomban vagy kenyeret süt.                                         |
| Állattenyésztő        | Sertéseket és lovakat tenyészt.                                                    |
| Hentes / Tímár        | Kolbászt vagy cserzett bőrt készít.                                                |
| Bányász               | Különböző érceket fejt a hegyekben.                                                |
| Kohász                | Aranyat és nyersvasat állít elő.                                                   |
| Kovács                | Fegyvereket és páncélokat gyárt.                                                   |
| Újonc                 | Őrtornyokban őrködik, vagy katonává képzik ki.                                     |

### Íjászok
| Név           | Támadás | Védekezés | Specialitás                        | Szükséges javak                         |
| Gazfickó      | 35%     | 25%       | Lassú távolsági harcos             | 2 láda arany (városházán bérelhető fel) |
| Íjász         | 35%     | 50%       | Távolsági harcos                   | Íj, bőrpáncél, újonc (erőd)             |
| Számszeríjász | 100%    | 70%       | Lassú, de halálos távolsági harcos | Számszeríj, acélvért, újonc (erőd)      |

### Gyalogság
| Név         | Támadás | Védekezés | Specialitás                         | Szükséges javak                                                   |
| Nemzetőr    | 35%     | 0%        | Roham (kétszeres sebességű támadás) | Fejsze, újonc (erőd) vagy 2 láda arany (városházán bérelhető fel) |
| Fejszés     | 35%     | 50%       | Roham (kétszeres sebességű támadás) | Fejsze, bőrpáncél, fapajzs, újonc (erőd)                          |
| Kardforgató | 55%     | 70%       | Roham (kétszeres sebességű támadás) | Kard, acélvért, acélpajzs, újonc (erőd)                           |
| Barbár      | 100%    | 25%       | Roham (kétszeres sebességű támadás) | 5 láda arany (városházán bérelhető fel)                           |
| Harcos      | 75%     | 50%       | Roham (kétszeres sebességű támadás) | 5 láda arany (városházán bérelhető fel)                           |
| Lázadó      | 25%     | 25%       | Plusz 60% támadás a lovasság ellen  | 1 láda arany (városházán bérelhető fel)                           |
| Lándzsás    | 25%     | 50%       | Plusz 55% támadás a lovasság ellen  | Lándzsa, bőrpáncél, újonc (erőd)                                  |
| Pikás       | 35%     | 70%       | Plusz 80% támadás a lovasság ellen  | Pika, acélvért, újonc (erőd)                                      |

### Lovasság
| Név       | Támadás | Védekezés | Specialitás    | Szükséges javak                              |
| Csavargó  | 40%     | 25%       | Dupla sebesség | 3 láda arany (városházán bérelhető fel)      |
| Felderítő | 35%     | 50%       | Dupla sebesség | Fejsze, bőrpáncél, fapajzs, ló, újonc (erőd) |
| Lovag     | 55%     | 70%       | Dupla sebesség | Kard, acélvért, acélpajzs, ló, újonc (erőd)  |

### Ostromgépek
| Név       | Támadás | Védekezés                         | Specialitás        | Szükséges javak                     |
| Katapult  | 3x50%   | 25% (50% a SR2-ben*, elég gyenge) | Fele annyira gyors | 5 gerenda és 5 nyersvas (járműgyár) |
| Dárdavető | 100%    | 25% (50% a SR2-ben*, elég gyenge) | Fele annyira gyors | 5 gerenda és 5 nyersvas (járműgyár) |

* Service Release 2, azaz a második javítás vagy patch

## Modkészítés, szerkesztőprogramok

### A modokról
A modifikációk, azaz módosítások a játékot változtatják meg, például lecserélheted a betűtípust, a játék által használt szövegeket, az épületek, egységek grafikáját, vagy akár az egész TSK vagy TPR hadjáratot.

### Térképszerkesztő programok
A szorgalmas és független rajongók kettő térképszerkesztőt is készítettek, hogy bárki el tudja készíteni saját egyéni pályáját. A számos kiváló munka közül legjelentősebb Lewin programja.

## Külső hivatkozások
- Hivatalos weboldal
- Hivatalos fórum
- Developer Joymania Development
- Linux verzió
- KaM Remake projekt
- Magyar rajongói oldal Archiválva 2012. február 1-i dátummal a Wayback Machine-ben
- Magyar KaM fórum Archiválva 2012. február 3-i dátummal a Wayback Machine-ben